# Białorogi
Białorogi – wieś w Polsce położona w województwie podlaskim, w powiecie suwalskim, w gminie Jeleniewo.
Najstarsze znane informacje o tej wsi pochodzą z ksiąg metrykalnych parafii Bakałarzewo. W 1689 roku ochrzczono w Bakałarzewie Jadwigę Rodzeniuk z wsi Białerogi.
W latach 1975–1998 miejscowość administracyjnie należała do województwa suwalskiego.
Południowa część Białorogów znajduje się w granicach Suwałk.